# Paso al acto
En psicoanálisis y en psicología clínica, el paso al acto (acting out) es un curso de acción que toma un individuo fuera de la situación terapéutica, realizado en lugar de la toma de conciencia (insight), de tal manera que, sin reconocer el cariz real de su deseo, expresa el deseo de forma simbólica y distorsionada.

## Definición
La edición española del Diccionario de psicoanálisis de Jean Laplanche y Jean-Bertrand Pontalis lo describe en términos del sujeto que, "dominado por sus deseos y fantasías inconscientes", ignora la calidad de fijado que tiene su acto, su calidad de repetitivo y su origen. Por tanto, no es cualquier acción, sino aquella que, estando al servicio de la defensa (es decir, a la función de desconocer el deseo por ser subjetivamente amenazante), intenta dar salida al deseo, manifestándola de forma simbólica al margen de lo consciente, destinada por ello a no ofrecer una resolución efectiva.[cita requerida]
El terapeuta debe estar alerta a los fenómenos de paso al acto, por cuanto no significan una mejora real en el sentido de la cura, es decir, de hacer consciente y de reelaborar los contenidos inconscientes.[cita requerida]

## Huida a la salud
Lo que se ha llamado huida a la salud es un fenómeno relacionado, y sucede cuando el sujeto se siente y se declara recuperado o "curado", cuando en realidad lo que hace es pasar al acto (materializar en la realidad) su resistencia al proceso de terapia, proceso que lo llevaría a enfrentarse a lo que teme reconocer.[cita requerida]

## Distinciones dentro del psicoanálisis lacaniano
En el psicoanálisis lacaniano o escuela francesa, se hace la distinción entre pasaje al acto y acting out. Suele verse el pasaje al acto como una salida de la escena simbólica (por ejemplo, el suicidio) y al acting out como una manifestación disruptiva pero simbólica, dentro de la escena, dirigida a un Otro (por ejemplo al analista) y que busca ser interpretada.[cita requerida]